# Steidlesee
Der Steidlesee ist ein Stillgewässer im Gebiet der baden-württembergischen Gemeinden Krauchenwies und Sigmaringendorf im Landkreis Sigmaringen in Baden-Württemberg.

## Lage
Der rund 25 Hektar große „Steidlesee“ mit einer Uferlänge von ungefähr 2.910 Meter liegt etwa 1,7 Kilometer nördlich der Krauchenwieser Ortsmitte und westlich der Landesstraße 456 von Sigmaringen nach Krauchenwies, auf einer Höhe von 573,8 m ü. NHN.

## Hydrologie
Der See entstand um 1980 durch Kiesabbau. Sein Einzugsgebiet – 80 Prozent werden für die Waldwirtschaft genutzt – erstreckt sich auf 168 Hektar. Die Größe der Wasseroberfläche beträgt 24,8 Hektar, bei einer durchschnittlichen Tiefe von 4,3 Meter und einer maximalen Tiefe von 8,5 Meter ergibt sich ein Volumen von rund 1.066.000 Kubikmeter.
Der Zulauf des Sees erfolgt durch Grundwasser, der Abfluss über die Ablach und die Donau in das Schwarze Meer.

## Ökologie
Seit 2005 sind Krauchenwies und Sigmaringendorf mit dem „Steidlesee“ am Aktionsprogramm zur Sanierung oberschwäbischer Seen beteiligt. Ein wichtiges Ziel dieses Programms ist, Nährstoffeinträge in Bäche, Seen und Weiher zu verringern und die Gewässer dadurch in ihrem Zustand zu verbessern und zu erhalten.
| Jahr                                     | 2007  | 2013 |
| Gesamt PO4-Phosphor (µg/l)               | 20    | 32   |
| Chlorophyll a (µg/l)                     | 7     | 9    |
| Chlorophyll a-Spitze (µg/l)              | 15    | 18   |
| anorganischer Gesamt-Stickstoff a (mg/l) | 0,13  | 0,13 |
| Sichttiefe (m)                           | > 2,1 | 1,7  |

## Schutzgebiete
Der „Steidlesee“ ist Teil des ihn umgebenden Vogelschutzgebiets „Baggerseen Krauchenwies/Zielfingen“ sowie des „Naturparks Obere Donau“.